# Чемпионат России по плаванию 1995
III чемпионат России по плаванию прошёл с 25 по 28 мая 1995 года в СК «Олимпийский», Москва.

## Призёры

### Мужчины

#### 50 м, вольный стиль
Игорь Юрлов (Пензенская область) — 23.06

 Владимир Предкин (Санкт-Петербург) — 23.07

 Роман Егоров (Санкт-Петербург) — 23.30

#### 100 м, вольный стиль
Владимир Предкин (Санкт-Петербург) — 50.47

 Роман Егоров (Санкт-Петербург) — 50.83

 Владимир Пышненко (Ростовская область) — 50.99

#### 200 м, вольный стиль
Владимир Пышненко (Ростовская область) — 1.49.74

 Алексей Степанов (Санкт-Петербург) — 1.50.61

 Максим Коршунов (Москва) — 1.50.96

#### 400 м, вольный стиль
Алексей Степанов (Санкт-Петербург) — 3.53.72

 Алексей Акатьев (Москва) — 3.54.33

 Алексей Буценин (Москва) — 3.55.73

#### 1500 м, вольный стиль
Виктор Андреев (Челябинская область) — 15.19.13

 Алексей Акатьев (Москва) — 15.22.66

 Алексей Буценин (Москва) — 15.30.43

#### 100 м на спине
Владимир Сельков (Волгоградская область) — 55.34

 Алексей Батухтин (Самарская область) — 57.03

 Сергей Остапчук (Волгоградская область) — 58.46

#### 200 м на спине
Владимир Сельков (Волгоградская область) — 1.58.05

 Сергей Остапчук (Волгоградская область) — 2.02.03

 Сергей Судаков (Волгоградская область) — 2.03.39

#### 100 м, брасс
Андрей Корнеев (Московская область — Омская область) — 1.01.88

 Роман Ивановский (Волгоградская область) — 1.02.31

 Александр Ткачёв (Санкт-Петербург) — 1.03.38

#### 200 м, брасс
Андрей Корнеев (Московская область — Омская область) — 2.12.21, РР

 Андрей Иванов (Санкт-Петербург) — 2.13.73

 Александр Ткачёв (Санкт-Петербург) — 2.15.83

#### 100 м, баттерфляй
Денис Панкратов (Волгоградская область) — 53.46

 Денис Пиманков (Омская область) — 54.24

 Владислав Куликов (Москва) — 54.37

#### 200 м, баттерфляй
Денис Панкратов (Волгоградская область) — 1.56.78

 Алексей Колесников (Москва) — 2.00.27

 Александр Горгураки (Самарская область) — 2.01.62

#### 200 м, комплексное плавание
Григорий Матузков (Омская область) — 2.04.12

 Алексей Батухтин (Самарская область) — 2.05.47

 Валерий Калмыков ( Латвия) — 2.07.26

#### 400 м, комплексное плавание
Григорий Матузков (Омская область) — 4.23.25 РР

 Валерий Калмыков ( Латвия) — 4.27.93

 Игорь Смирнов (Санкт-Петербург) — 4.31.69

#### Эстафета 4 × 100 м, вольный стиль
Санкт-Петербург (Роман Егоров, Владимир Предкин, Роман Щёголев, Дмитрий Лепиков) — 3.27.59

 Омская область (Денис Пиманков, Алексей Авдюков, Григорий Матузков, Юрий Мухин) — 3.28.91

 Москва (Александр Васильев, Пётр Бонденков, Максим Коршунов, Владислав Куликов) — 3.29.85

#### Эстафета 4 × 200 м, вольный стиль
Москва (Евгений Безрученко, Виктор Тышкевич, Сергей Гришокин, Алексей Заводников) — 7.35.86

 Омская область (Алексей Авдюков, Юрий Мухин, Денис Пиманков, Михаил Юзефович) — 7.36.46

 Волгоградская область (Владимир Сельков, Дмитрий Кузьмин, Пётр Грошев, Роман Зерщиков) — 7.36.77

#### Комбинированная эстафета 4 × 100 м
Волгоградская область (Сергей Остапчук, Роман Ивановский, Денис Панкратов, Владимир Сельков) — 3.43.34

 Москва (Максим Коршунов, Андрей Корнеев, Владислав Куликов, Александр Васильев) — 3.43.40

 Омская область (Евгений Белоусов, Максим Суворов, Денис Пиманков, Юрий Мухин) — 3.48.53

### Женщины

#### 50 м, вольный стиль
Наталья Мещерякова (Самарская область) — 25.19

 Светлана Лешукова (Челябинская область) — 26.53

 Ольга Прохорова (Москва) — 26.85

#### 100 м, вольный стиль
Наталья Мещерякова (Москва) — 55.58 РР

 Татьяна Литовченко (Самарская область) — 56.75

 Елена Наземнова (Пензенская область) — 57.03

#### 200 м, вольный стиль
Татьяна Литовченко (Самарская область) — 2.01.87

 Елена Наземнова (Пензенская область) — 2.03.91

 Олеся Бурова (Волгоградская область) — 2.05.80

#### 400 м, вольный стиль
Наталья Козлова (Москва) — 4.22.67

 Ольга Громова (Москва) — 4.25.94

 Ольга Гусева (Москва) — 4.25.97

#### 800 м, вольный стиль
Наталья Козлова (Москва) — 8.59.10

 Ольга Гусева (Москва) — 9.03.50

 Ольга Громова (Москва) — 9.07.35

#### 100 м на спине
Нина Живаневская (Самарская область) — 1.01.28

 Елена Гусева (Волгоградская область) — 1.04.25

 Кристина Горемыкина (Волгоградская область) — 1.05.06

#### 200 м на спине
Нина Живаневская (Самара) — 2.11.98 РР

 Кристина Горемыкина (Волгоградская область) — 2.16.13

 Елена Козлова (Санкт-Петербург) — 2.18.46

#### 100 м, брасс
Елена Макарова (Москва) — 1.10.53

 Наталья Подберезкина (Москва) — 1.11.76

 Ольга Прохорова (Москва) — 1.11.91

#### 200 м, брасс
Елена Макарова (Москва) — 2.31.27

 Елизавета Куприянович (Москва) — 2.35.49

 Анна Никитина (Санкт-Петербург) — 2.35.55

#### 100 м, баттерфляй
Светлана Поздеева  (Самарская область) — 1.00.73

 Галина Троицкая (Пензенская область) — 1.03.73

 Наталья Яковлева (Пензенская область) — 1.03.78

#### 200 м, баттерфляй
Светлана Поздеева (Самарская область) — 2.13.49

 Наталья Яковлева (Пензенская область) — 2.19.21

 Галина Троицкая (Пензенская область) — 2.20.56

#### 200 м, комплексное плавание
Дарья Шмелева (Волгоградская область) — 2.20.02

 Елена Ковешникова (Санкт-Петербург) — 2.20.93

 Маргарита Соколова (Москва) — 2.20.97

#### 400 м, комплексное плавание
Дарья Шмелева (Волгоградская область) — 4.55.64

 Елена Ковешникова (Санкт-Петербург) — 5.01.34

 Олеся Яманаева (Марий Эл) — 5.01.34

#### Эстафета 4 х 100 м, вольный стиль
Москва (Наталья Каюмова, Марина Чепуркова, Ольга Прохорова, Наталья Козлова) — 3.56.00

 Самарская область (Елена Тихомирова, Инна Яицкая, Ольга Кочеткова, Наталья Сорокина) — 3.56.80

 Санкт-Петербург (Юлия Кравченко, Юлия Ландик, Елена Козлова, Елена Ковешникова) — 3.58.35

#### Эстафета 4 х 200 м, вольный стиль
Москва — 8.46.69

 Самара — 8.48.68

 Санкт-Петербург — 9.09.35

#### Комбинированная эстафета 4 х 100 м
Волгоградская область (Елена Гусева, Дарья Шмелёва, Кристина Горемыкина, Олеся Бурова) — 4.21.68

 Москва (Татьяна Козлова, Елена Макарова, Ольга Молчанова, Наталья Каюмова) — 4.21.85

 Санкт-Петербург (Юлия Кравченко, Анна Никитина, Юлия Ландик, Елена Козлова) — 4.22.30